# Aaron De Groft
Aaron Herbert De Groft (* 2. Dezember 1965 in Smithfield (Virginia); † 18. Januar 2025 in Orlando, Florida) war ein US-amerikanischer Kunsthistoriker, Kurator und Museumsleiter. Er wurde 2022 vom Orlando Museum of Art als Leiter wegen eines Skandals um gefälschte Werke in einer Jean-Michel-Basquiat-Ausstellung des Museums entlassen.

## Leben
Aaron De Groft wurde als Sohn eines Marines und späteren Managers in der Verpackungsbranche und seiner Frau geboren. In seiner Jugend interessierte er sich nicht in großem Maß für Kunst. Er begann sein Studium am College of William & Mary als College-Baseballspieler, musste seine Sportkarriere jedoch im zweiten Studienjahr wegen einer Sportverletzung beenden. De Groft wandte sich dann an Glenn Lowry, der damals das Muscarelle Museum of Art, die Kunstsammlung der Hochschule, leitete und entschied sich für das Studienfach Kunstgeschichte. 1988 schloss er das Bachelor-Studium ab und erwarb in diesem Fach sowohl den Masterabschluss an der University of South Carolina als auch den Doktortitel an der Florida State University.
De Groft wurde Kurator am Cummer Museum of Art & Gardens in Jacksonville (Florida), danach leitender Kurator beim John and Mable Ringling Museum of Art in Sarasota.
Von 2005 bis 2018 leitete er das Muscarelle Museum of Art, dessen Kunstsammlung sich in dieser Zeit verdoppelte. De Groft erstand dabei bei Versteigerungen Gemälde vom 16. bis 19. Jahrhundert, die keinem Künstler zugeschrieben waren, und schrieb sie dann bekannten Künstlern wie Tizian oder Paul Cezanne zu. 2017 veranstaltete er für das Museum die Ausstellung The Art and Science of Connoisseurship, in der sechs der Neuerwerbungen präsentiert wurden. Die Ausstellung eines Jackson Pollock zugeschriebenen Werks musste unterbleiben. Es gelang ihm, für das Muscarelle Museum publikumsmächtige Ausstellungen zu organisieren.
2021 wurde er Leiter des Orlando Museum of Art.
Als De Groft mit der Tätigkeit am Orlando Museum of Art begann, tat er dies mit dem Anspruch, das Museum nicht nur zum wichtigsten Kunstmuseum in Florida mit nationaler Aufmerksamkeit zu machen, sondern es zu einer Touristenattraktion, vergleichbar mit Disney World und Sea World, zu machen.
Er starb im Januar 2025 nach kurzer, schwerer Krankheit.

## Basquiat-Skandal
Das Orlando Museum of Art eröffnete 2022 unter De Grofts Leitung eine Ausstellung von 25 bis dahin nicht bekannten Bildern von Basquiat, die laut De Groft dieser 1982 geschaffen haben sollte, als er in Venice in Los Angeles lebte. Der Drehbuchautor Thad Mumford soll sie von Jean-Michel Basquiat persönlich erworben und eingelagert haben. Nachdem Mumford die Lagergebühren angeblich nicht bezahlt hatte, soll es 2012 zu einer Zwangsversteigerung gekommen und die Kunstwerke für 15.000 Dollar ersteigert worden sein. Zum Zeitpunkt der Ausstellung wurde der Wert derartiger Bilder auf 100 Millionen Dollar geschätzt. Nach der Ausstellung in Orlando sollten die Bilder in Italien gezeigt werden.
Kurz nach der Eröffnung dieser Ausstellung der Thaddeus Mumford Jr. Venice Collection veröffentlichte die New York Times im Februar 2022 einen Artikel, der Zweifel an der Echtheit erhob. Unter anderem wurde darauf hingewiesen, dass eines der Bilder auf einen Karton mit Federal-Express-Logo gemalt war, das erst sechs Jahre nach Basquiats Tod verwendet wurde. Im Juni 2022 beschlagnahmte das FBI die Bilder in der Ausstellung. Der Durchsuchungsbeschluss war unter anderem darauf gestützt, dass Mumford 2014 gegenüber einer FBI-Beamtin ausgesagt hatte, dass er von keinem Kauf von Basquiat-Werken wisse und sich auch nicht an solche Werke in seinem Lagerraum erinnere. 2017 hatte er auch schriftlich dem FBI versichert, nie Jean-Michel Basquiat getroffen oder Bilder von ihm gekauft zu haben. Einige Tage nach der Beschlagnahme wurde De Groft als Leiter des Orlando Museum of Art entlassen.
Der Auktionator Michael Barzman gestand später dem FBI, gemeinsam mit einem Komplizen die Bilder produziert zu haben, bevor er sie gemeinsam mit Gegenständen aus Mumfords Lagerraum versteigerte. Er habe aber diese und einige andere Werke nicht als Schöpfungen von Basquiat bezeichnet, sondern betont, dass er dessen Urheberschaft nicht beurteilen könne.
Etwa zwei Monate nach De Grofts Entlassung wurde die Vorsitzende des Museumskuratoriums abgesetzt. Sie hatte die Mitglieder des Kuratoriums nicht über eine Subpoena des FBI vor Ausstellungseröffnung informiert, in der die Behörde alle Kommunikation in Bezug auf die Bilder verlangt hatte. Auch andere Kuratoriumsmitglieder legten ihr Amt nieder. Anfang 2023 setzte die American Alliance of Museums das Orlando Museum of Art unter Beobachtung.
2023 verklagte das Museum De Groft wegen Betrug, Verschwörung, Verletzung der Treuepflicht und Vertragsbruch. Er habe mit den Besitzern der Bilder eine Vereinbarung getroffen, am Gewinn beteiligt zu werden, nachdem der Wert durch seine Expertise und die Ausstellung gesteigert worden wäre. Das Orlando Museum of Art berief sich dabei unter anderem auf eine E-Mail, in der De Groft eine Gewinnbeteiligung von 30 % von den Besitzern verlangt haben soll. Er erhob Gegenklage wegen unrechtmäßiger Kündigung. Die Werke seien echt und Mumford und Barzman hätten aus Eigeninteresse gelogen, so der Widerkläger. Er sei zum Sündenbock für den Skandal und das Fehlverhalten des Museums gemacht worden.
Die Besitzer der Bilder verklagten zwei Versicherungsgesellschaften, die die fünfundzwanzig Bilder während der Ausstellung versichert hatten, auf 19,7 Millionen Dollar. Die Beklagten erwiderten, dass die Kläger beim Vertragsabschluss zumindest fahrlässig falsche Angaben gemacht hätten und die Fälschungen wertlos seien.

## Veröffentlichungen
- Aaron H. De Groft: Ringling and Rubens. John and Mable Ringling Museum of Art, 2003, ISBN 978-0-916758-48-6.
- Aaron H, De Groft/John David Chaplin Weeks: Ca D’Zan – Inside the Ringling Mansion. John and Mable Ringling Museum of Art, 2004, ISBN 978-0-916758-47-9.
- John T. Spike/Pina Ragionieri/Adriano Marinazzo/Aaron H. De Groft: Michelangelo, Sacred and Profane. Muscarelle Museum of Art, 2013, ISBN 978-0-9885293-2-8.
- Aaron De Groft: Heroes & Monsters: Jean-Michel Basquiat, the Venice Collection of Thaddeus Mumford Jr. Orlando Museum of Art, 2021, ISBN 978-1-880699-27-0.